# Birkigt (Adelsgeschlecht)

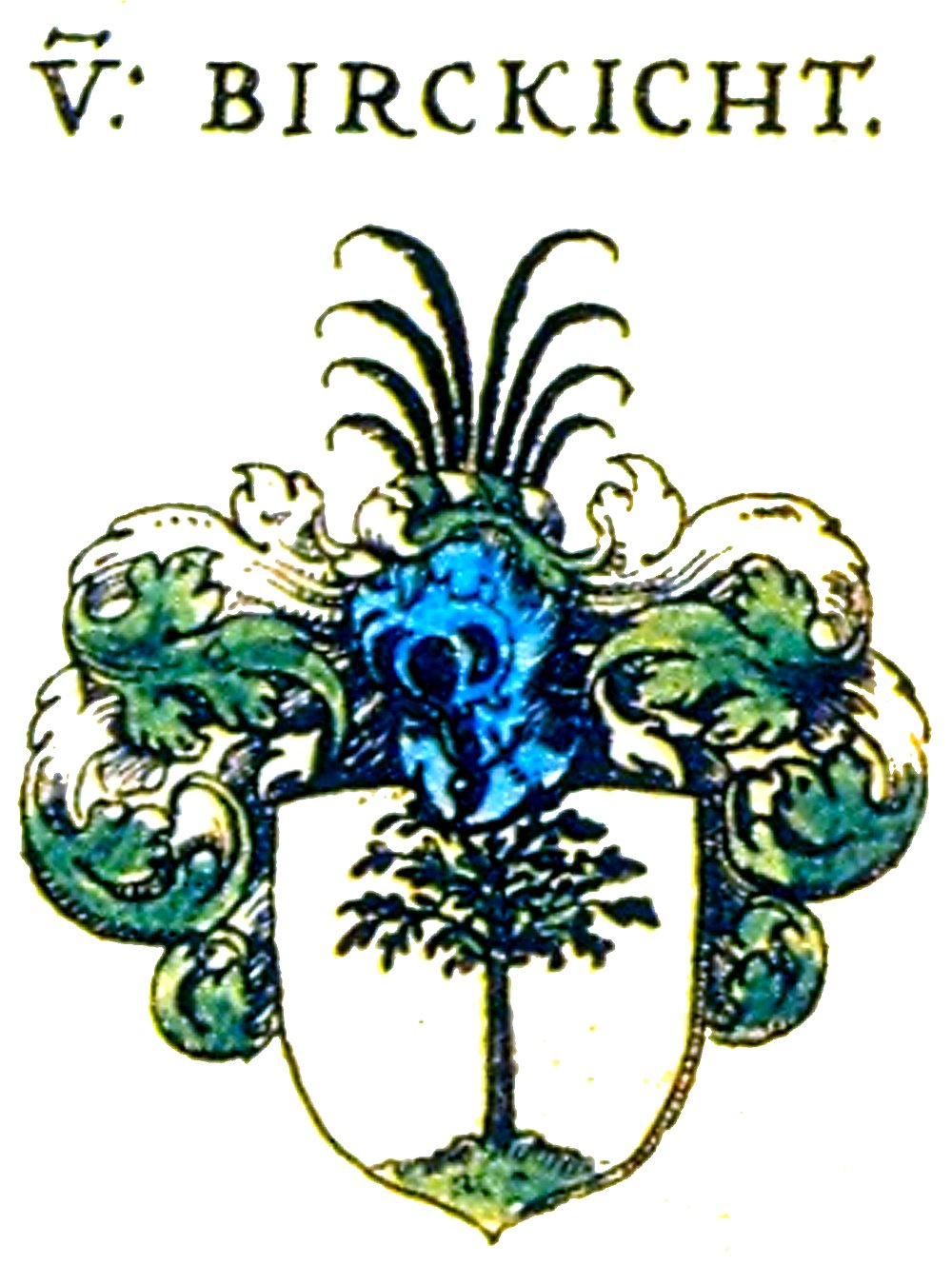
Wappen derer von Birkigt

Die Familie von Birckicht war ein meißnisch-sächsisches Uradelsgeschlecht, das aus dem Coburgischen stammt und in Franken, Sachsen und Thüringen ansässig war. Die Schreibweisen variieren im Lauf der Zeit, teilweise auch innerhalb einer Quelle (Birkig, Birkich, Byrkech, Birkicht, Birkech, Birkigt). Der Name Birkigt ist deutschen Ursprungs und bedeutet Birkenwald (analog zu Tännicht, Eichigt, Erlicht usw.).

## Geschichte

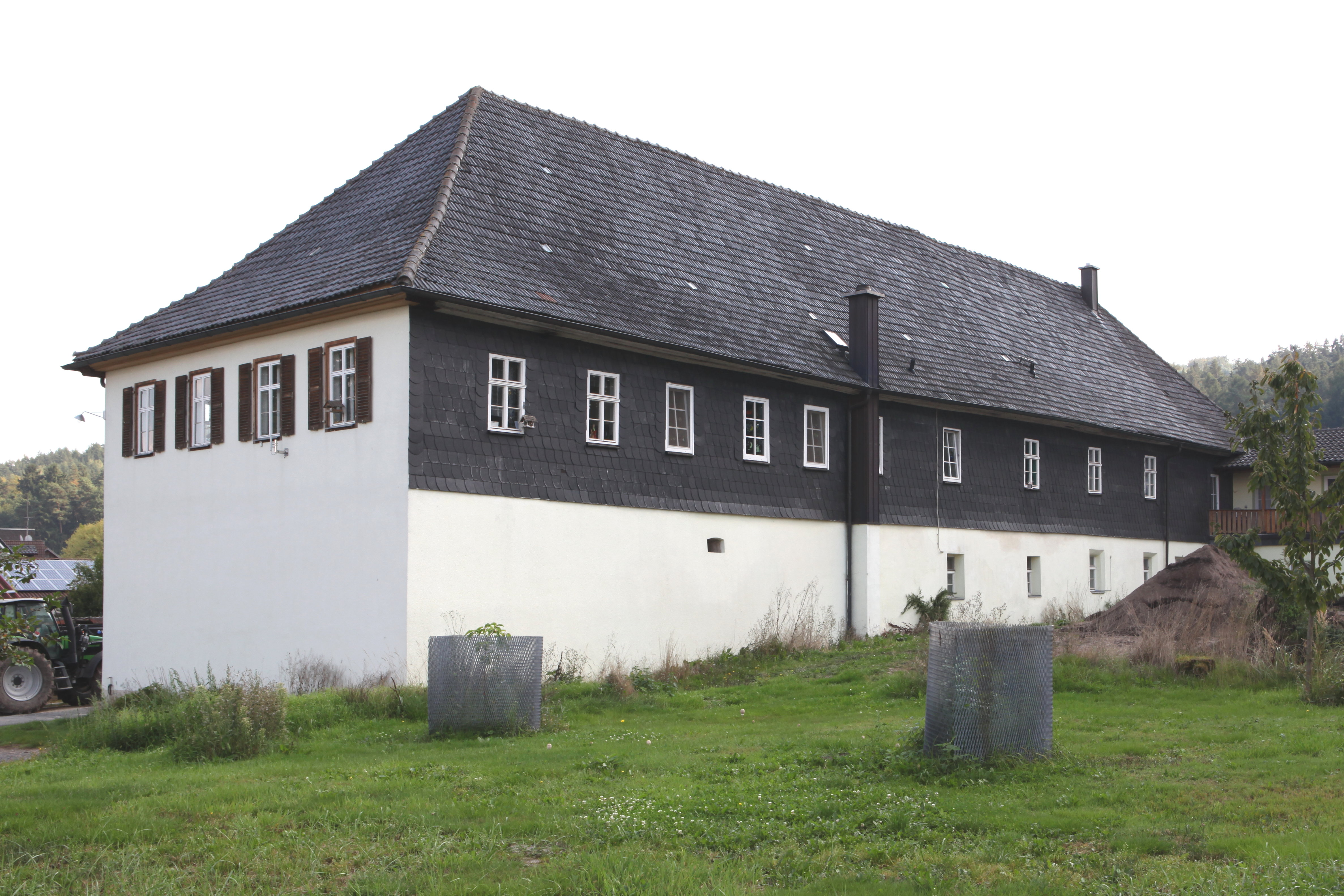
Ehemaliges Burggut Birkig (2014)

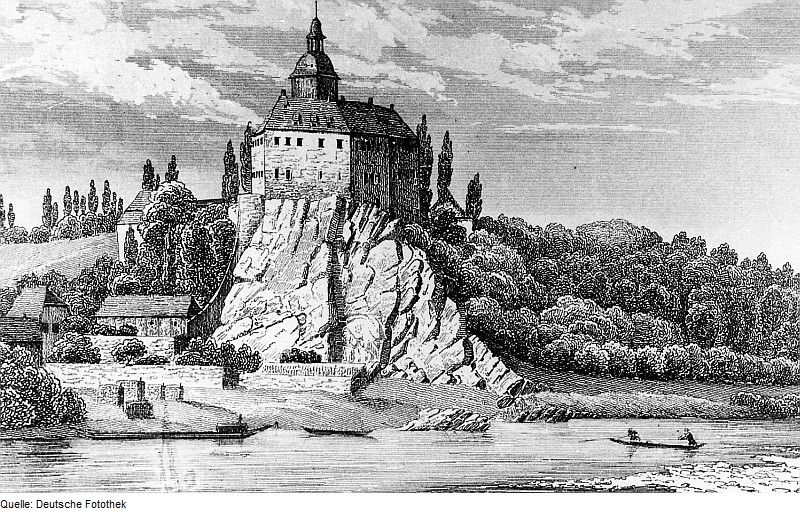
Schloss Hirschstein um 1840

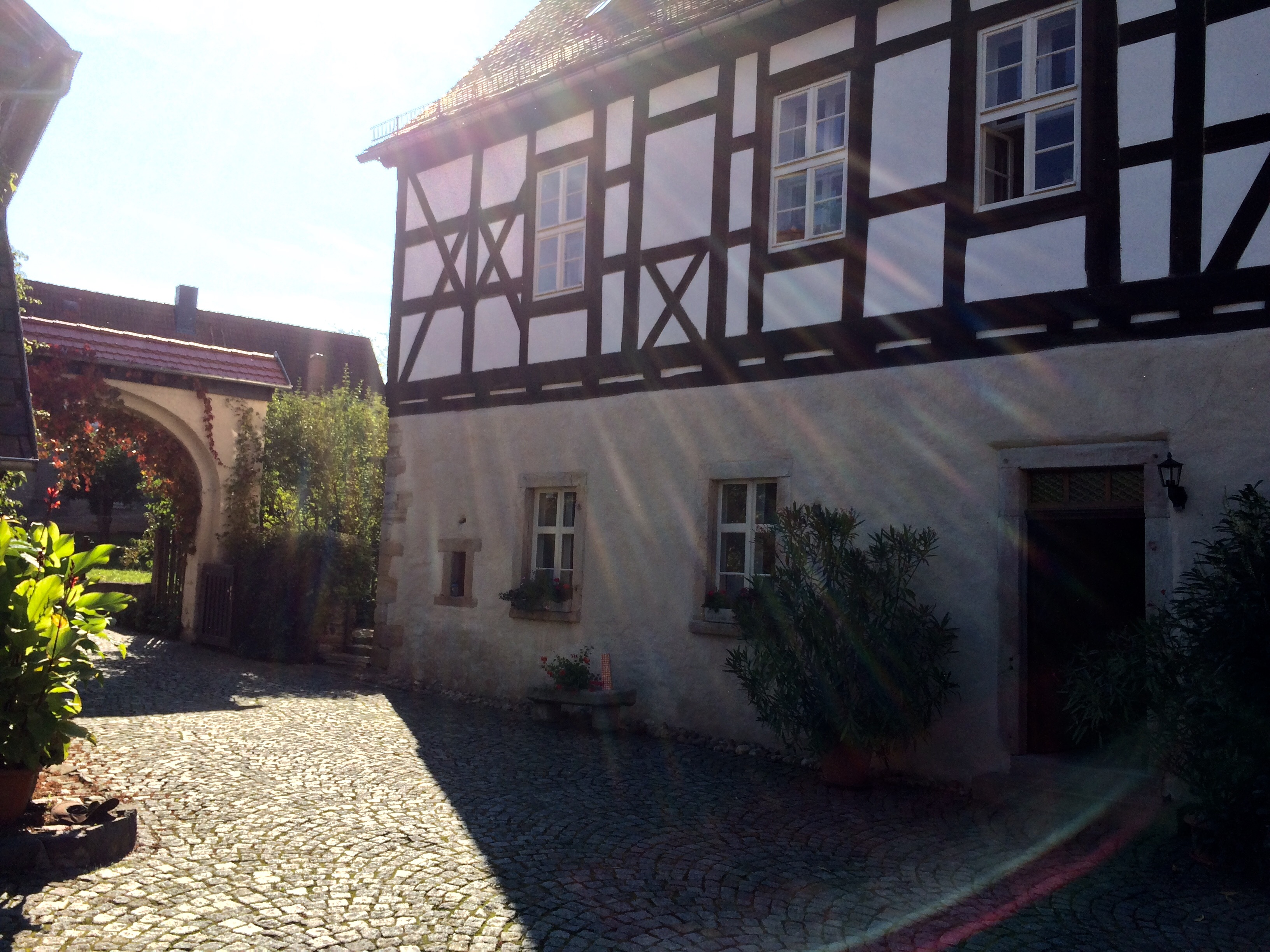
Eingangstor zum Kloster Cronschwitz

Der Ursprung der Familie lag vermutlich beim Burggut Birkig (heute Stadtteil des oberfränkischen Neustadt bei Coburg), wo sie als Zentgrafen erwähnt werden. Es ist davon auszugehen, dass Angehörige des Stammes nach Thüringen und Sachsen kamen. Hier wird 1317 erstmals Heinrich von Birckicht (um 1280 – nach 1343) bei den Vögten von Weida im Zusammenhang mit dem Weiler Birkigt (Harth-Pöllnitz) urkundlich erwähnt. Heinrich B. war unter Friedrich II. (Meißen) von 1329 bis 1331 markgräflicher Vogt von Leipzig. 1338 wird er in Urkunden im Zusammenhang mit dem Kloster Nimbschen genannt. Es wird vermutet, dass es sich bei dem 1350 erwähnten Henricus de Bercheich in Rotowe (Heinrich Birkich zu Rötha) um die gleiche Person, oder dessen Sohn handelt. Auf Gut Rötha wird die Familie als Schriftsassen geführt. Diese ehemalige Wasserburg war zusammen mit dem Vorwerk Podschütz bis etwa 1480 (1473?) im Besitz der Familie (zuletzt Otto und Heinrich B.), bis sie von der Familie Pflugk durch Erbfolge abgelöst wurde.
Zwischen 1376 bis nach den Hussitenkriegen treten Angehörigen der Familie regelmäßig im Gefolge der Markgrafen von Meißen und Landgrafen von Thüringen auf. Otto B. wird ab 1384 als Heimlicher Rat des Markgrafen von Meißen Friedrich des Streitbaren erwähnt.
Die Brüder Nikolaus (Nickel) und Heinz (Hencze) B. waren als Mitglieder der Meißnischen Stände 1445 beim Leipziger Vertrag zur Altenburger Teilung der Wettiner beteiligt.
Weitere historische Bezüge:
- Kloster Neuwerk (Halle) 1172 wird ein Theodoricus de Birka in Urkunden des Erzbischofs Wichmann von Magdeburg genannt[5] und 1209 ist  Heidenricus de Birca Zeuge bei Konrad II. (Lausitz) im Zusammenhang mit Kloster Buch[6]; früheste Nennungen; der Nachweis der Zugehörigkeit zur Sippe B. ist noch nicht erbracht

- Vorwerk Birkigt 1328 in Zusammenhang mit dem Edlen Heinrich von Birkich und seiner Ernennung zum Vogt in Leipzig

- Seit dem frühen 14. Jahrhundert bis 1428 war der Landhof in der damaligen Leipziger Burggasse im Besitz der Familie[7]

- Heinrich  B., 1343 Offizial auf Schloss Neuenburg (Freyburg)[8]

- Margarethe B. (vor 1362 – nach 1391), war die erste Ehefrau von Ritter Otto Pflugk, und fand über den gemeinsamen Sohn Otto Pflugk (um 1375 – 1438) Eingang in die Stammbücher des europäischen Hochadels.

- Johann B., Vikar in Pegau (1401)[9]

- Schloss Hirschstein um 1420, Hencze B.[10], ihm folgt nach 1454 Hans (Ihon) von Haugwitz, dieser  heiratet 1481/82 Anna Katharina B.  (deren mutmaßliche Großmutterschaft zu Katharina von Bora gilt als widerlegt)[11]

- Hencze B., wurde 1438 im Zusammenhang mit der Schlacht bei Sellnitz gemeinsam mit dem Kurfürsten Friedrich von Sachsen, Nickel Pflug dem Eisernen, Hermann von Harras und weiteren Herren durch Wilhelm Herzog zu Braunschweig zum Ritter geschlagen[12]

- Kloster Cronschwitz, zwischen 1440 und 1493 sind mehrere Küsterinnen aus der Familie B. belegt

- Hans Birgkicht von Gera (Thüringen), 1448 Pfarrer i. R. in Ursern im heutigen Schweizer Kanton Uri[13]

- Stift Quedlinburg, zwischen 1464 und 1483 Agnes B., Pröbstin[14]

## Wappen
Zwei Varianten:
- Der silberne Schild zeigt auf grünem Boden einen grün belaubten Baum (Birke). Auf dem Helm mit grün-weißem Türkenbund acht schwarze Federn, die Helmdecken grün-weiß.
- Der Schild ist Blau und Rot durch einen schrägrechten silbernen Wellenbalken geteilt. Auf dem Helm mit rot-silbernen Helmdecken ein geschlossener wie der Schild bezeichneter Flug.[15]

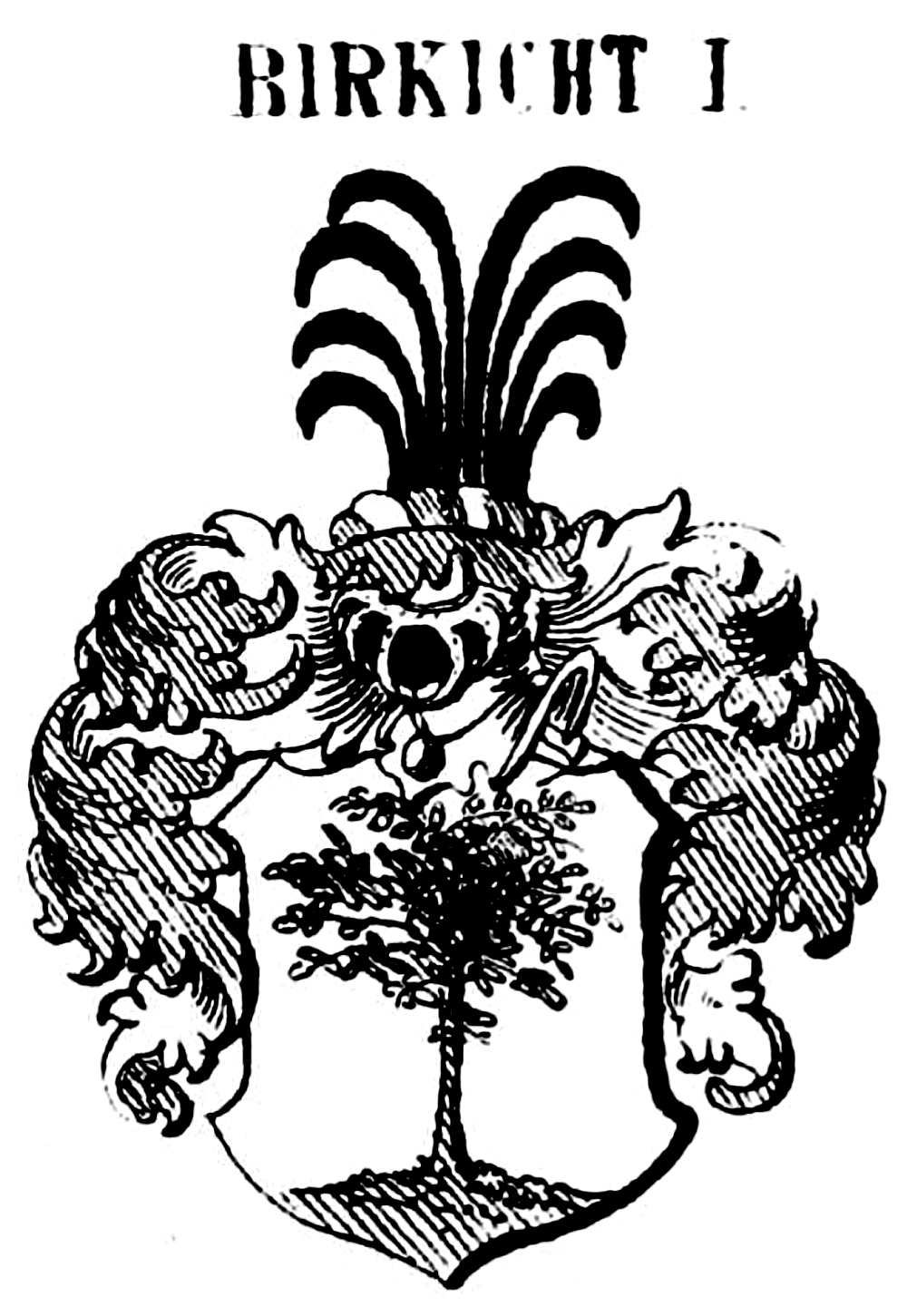
Wappen der meißnischen Birkicht
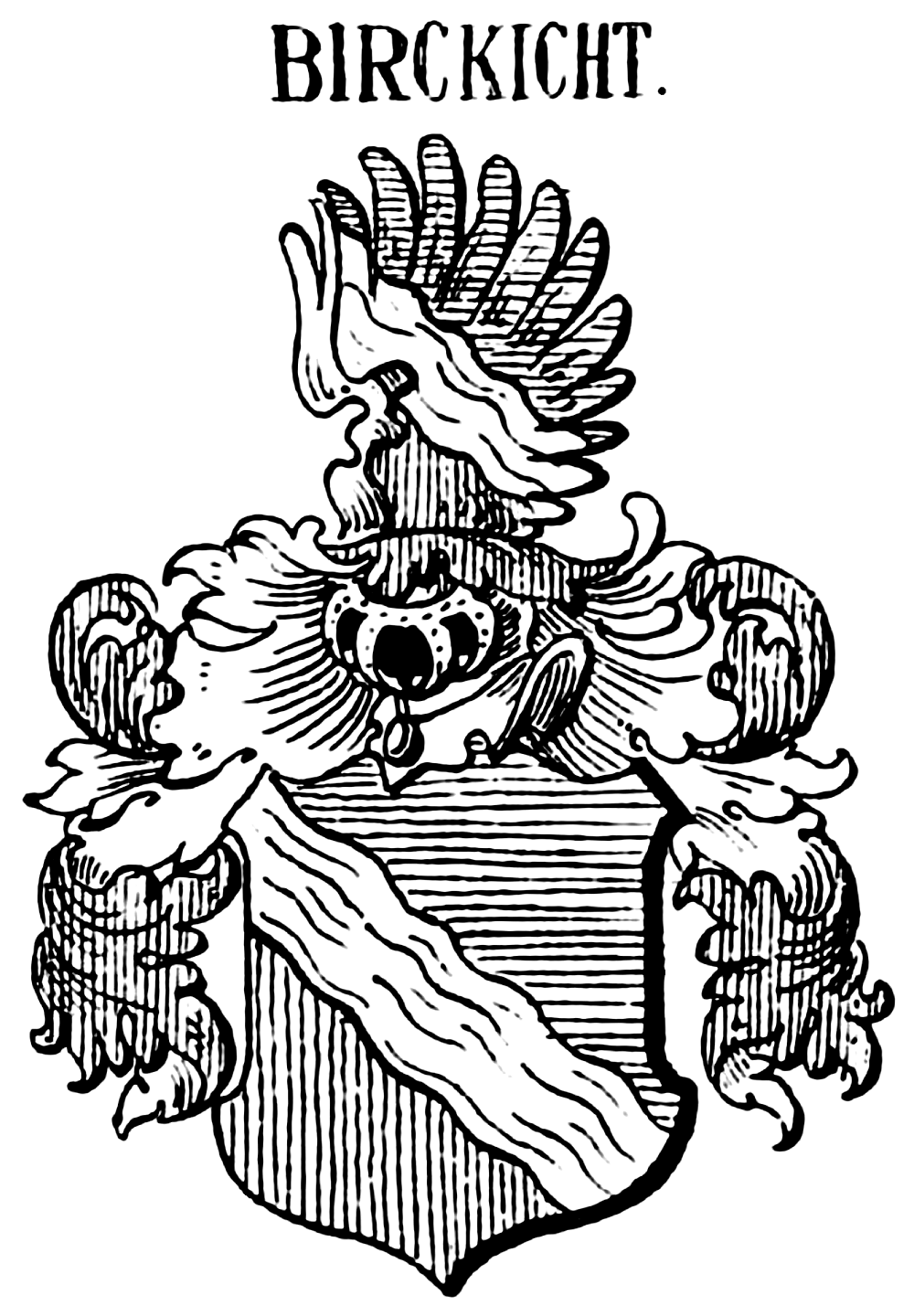
Wappen der mansfeldschen Birckicht